# Daedalia Planum
Daedalia Planum je rozsáhlá rovina na povrchu Marsu, která se nachází na jižní polokouli v jihozápadní části oblasti Tharsis. Na severu je rovina ohraničena štítovou sopkou Arsia Mons, severovýchodně se nachází Syria Planum, Sinai Planum a Solis Planum, které od Daedalia Planum odděluje zlomový systém Claritas Fossae. Na jihu je to pak rovina Icaria Planum a Icaria Fossae přecházející do hornaté oblasti Terra Sirenum. Na západě je přírodní hranicí Sirenum Fossae a Memnona Fossae. Rovina se rozkládá na území přesahující 1800 km.
Její povrch je pokryt lávovými proudy a výlevy, které jsou rozrušeny jen malými krátery, což napovídá, že zde sopečná aktivita probíhala poměrně nedávno. Na jejím povrchu se nenacházejí žádné významnější topografické útvary, které by vystupovaly nad okolní povrch. Pojmenována byla v roce 1982.